# Funaria macrocarpa
Funaria macrocarpa là một loài Rêu trong họ Funariaceae. Loài này được (Schimp.) R.H. Zander mô tả khoa học đầu tiên năm 1993.